# Aniceto Arce
Aniceto Arce Ruiz de Mendoza (Tarija, Imperio español, 17 de abril de 1824-Sucre, Bolivia, 14 de agosto de 1906) fue un abogado, empresario y político boliviano. Ocupó la presidencia de Bolivia del 15 de agosto de 1888 al 11 de agosto de 1892 y la vicepresidencia del 31 de mayo de 1880 al 11 de marzo de 1881.

## Biografía
Aniceto Arce nació en Tarija, el 17 de abril de 1824. Perteneciente a una modesta familia, fue hijo de Diego de Arce y Francisca Ruiz de Mendoza. Cursó sus estudios primarios y secundarios en el Colegio Junín de Sucre, y de derecho en la Universidad Mayor, Real y Pontificia de San Francisco Xavier de Chuquisaca. Muy joven recorrió el país. En 1850, a sus 27 años, fue elegido diputado; perseguido por el presidente Manuel Isidoro Belzu, se exilió en Copiapó (Chile) donde se interesó por el trabajo de minas. Una vez que José María Linares subió al poder posesionándose como presidente de Bolivia en enero de 1857, Arce fue nombrado rector del Colegio Nacional Pichincha de Potosí. Un año antes, en 1856 había iniciado sus trabajos en las minas de plata de Huanchaca que lo convertirían en el primer millonario del país.

Retrato del segundo presidente tarijeño en Bolivia, Aniceto Arce de Mendoza.

Durante el gobierno del general y presidente José María de Achá fue ministro de Bolivia en Argentina y Paraguay (1863). Durante la Guerra del Pacífico, convencido del adverso resultado para el país, encabezó el partido pacifista. Su posición era que el Litoral era por varias razones indefendible. Así, el país debería reducir sus pérdidas y buscar una alianza con Chile. Participó desde el Congreso para derrocar a Hilarión Daza y tuvo un rol fundamental en la redacción de la nueva Constitución del país, aceptando ser vicepresidente de Narciso Campero en el crucial período de construcción de nación 1880-1884. Sus divergencias en la resolución del conflicto bélico con Chile, conducen a su destierro de Bolivia en 1881, instalándose en París. Finalmente, el nombre de Arce es absuelto y se le permite regresar al país en 1883. Inmediatamente, interviene de nuevo en la política al frente del Partido Constitucional, que se transformó en Partido Conservador al fusionarse con el Democrático, y que proponía la primacía de la ley, elecciones periódicas y un régimen a favor de las élites empresariales. En 1885 fue nombrado ministro de su país en Chile y, en 1886, ministro en España y Francia.
Muchos autores consideran que su dudoso accionar en la Guerra del Pacífico junto a Narciso Campero fue una traición a su patria.

## Presidente de Bolivia
Fue elegido Presidente de Bolivia para el periodo 1888-1892. Terminado este se retiró a la vida privada y a sus negocios. Vuelve a la política activa en 1904 para competir como candidato a la primera magistratura con su opositor Ismael Montes. Murió dos años después.
Su mandato se caracterizó por un gobierno fuerte y constructivo. Comprendió que lo esencial era vincular las diversas regiones y comunicar el país con el exterior. De este modo hizo construir carreteras entre Sucre y Potosí, Sucre y Cochabamba y Oruro, y Cochabamba al Beni y, sobre todo, el ferrocarril entre la frontera chilena y Oruro, que relacionó al país y sus productos con el mundo; en cambio, sus proyectos de llevarlo a La Paz y Sucre no se realizaron, en parte, por oposición interna. Además de otras diversas obras públicas, creó el Colegio Militar del Ejército, lleva a cabo la electrificación de algunas ciudades y promulga modernas leyes bancarias y de inversión. En política exterior, Arce trató, sin éxito, de que le fuera devuelta a Bolivia la franja de litoral arrebatada por Chile o que se cediera los territorios de Tacna y Arica. Es recordado por su carácter enérgico y su firme postura en favor de un orden civil y democrático (esto le valió el apodo de 'el Boliviano de hierro'), y por haber sentado las bases para el funcionamiento de un sistema de partidos políticos modernos en el país.
Se inició la exploración de la región de Caupolicán ( antes una de las provincias del Beni que se extendía hasta el departamento de Pando) actual provincia Franz Tamayo, donde se descubrió las riquezas gomeras.
Aniceto Arce falleció en Sucre, Bolivia el 14 de agosto de 1906 a los 82 años de edad.

## Actos administrativos y legado

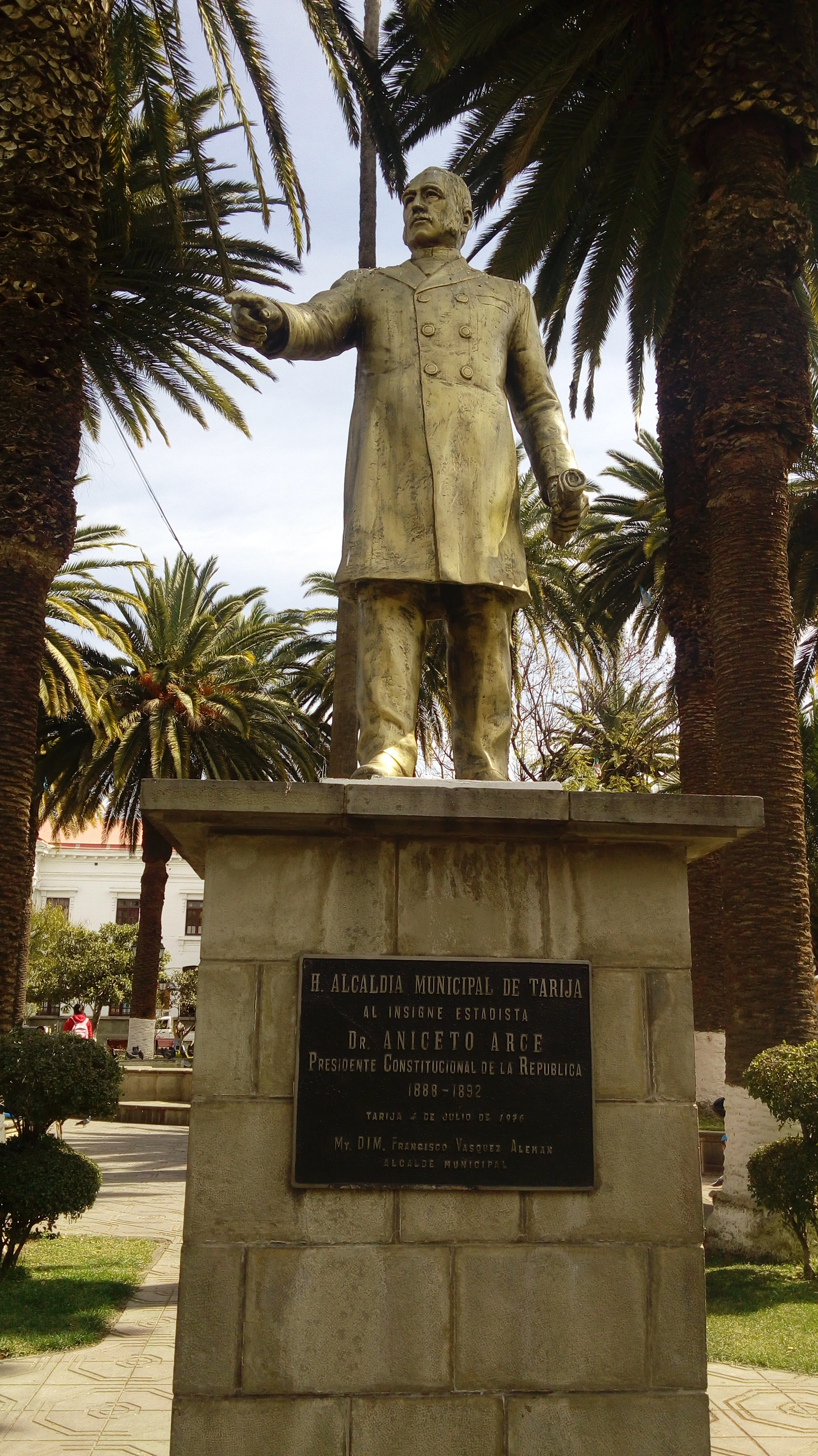
Monumento a Aniceto Arce Ruiz de Mendoza en la plaza principal de Tarija, Luis de Fuentes y Vargas.

- La construcción de las primeras líneas ferroviarias.
- El dominio de la plata en la economía.
- La inauguración en Bolivia del teléfono.
- La fundación de la ciudad de Uyuni.
- La creación de varios bancos, Hipotecario Nacional, Crédito Hipotecario, Nacional de Bolivia.
- La implementación de carreteras asfaltadas.
- La exploración de la región de Caupolicán, donde se descubrieron riquezas gomíferas.
- Se fundó el Colegio Militar.

Autores como José Mesa, Teresa Gisbert y Carlos Mesa Gisbert consideran que Aniceto Arce no ordenó la entrada en acción de las fuerzas al mando de Narciso Campero  durante la Guerra del Pacífico al estar en colusión con empresarios mineros chilenos, quienes poseían intereses comerciales en el litoral del Pacífico boliviano, que había sido ocupado por Chile luego de las acciones militares de marzo de 1879.

## Información anecdótica
Aniceto Arce aparece en el libro Chuquisaca, o La Plata perulera del escritor español Ciro Bayo, quien con la ayuda del entonces ya retirado presidente de Bolivia logra establecer un colegio infantil para los hijos de las clases más acomodadas de Sucre, incluyendo a los nietos del expresidente.